# Disbauxa tropical
Disbauxa tropical (títol original: Water) és una pel·lícula britànica dirigida per Dick Clement, estrenada l'any 1985. Ha estat doblada al català.

## Argument
La història té lloc a Cascara, una petita illa fictícia del Carib, possessió de l'Imperi britànic i abandonada pels seus colonitzadors. El Governador Baxter hi passa els dies tranquil consagrant-se al seu passatemps favorit, la selecció de varietat de Cannabis. Una vida plàcida de vegades animada per regulars i vanes temptatives de cop d'estat fomentades pel revolucionari cantant i el seu acòlit. Res no sembla enterbolir aquest indolent tren fins al dia en què, d'una plataforma petroliera abandonada comença a sortir aigua rara: escumosa, lleugerament amb gust de llimona i laxant. Les mirades del món sencer es giren llavors sobre aquesta petita illa fins aleshores plàcida i ignorada de tots.

## Repartiment
- Michael Caine: Governador Baxter Thwaites
- Valerie Perrine: Pamela Weintraub
- Brenda Vaccaro: Dolores Thwaites
- Leonard Rossiter: Sir Malcolm Leveridge
- Billy Connolly: Delgado Fitzhugh
- Dennis Dugan: Rob Waring
- Fulton Mackay: Reverend Eric
- Jimmie Walker: Jay Jay
- Chris Tummings: Garfield Cooper
- Maureen Lipman: El primer ministre
- Dick Shawn: Deke Halliday
- Fred Gwynne: Franklin Spender
- Trevor Laird: Pepito
- Alan Igbon: Cubà
- Stephen M. Booker: Pilot de helicòpter
- Richard Pearson: el Secretari d'Estat d'Afers Exteriors i del Commonwealth

## Box-office
- Estats Units: 1.256.862 $[3]